# Tetramorium inezulae
Tetramorium inezulae är en myrart som först beskrevs av Auguste-Henri Forel 1914.  Tetramorium inezulae ingår i släktet Tetramorium och familjen myror. Inga underarter finns listade i Catalogue of Life.